# Promiflash

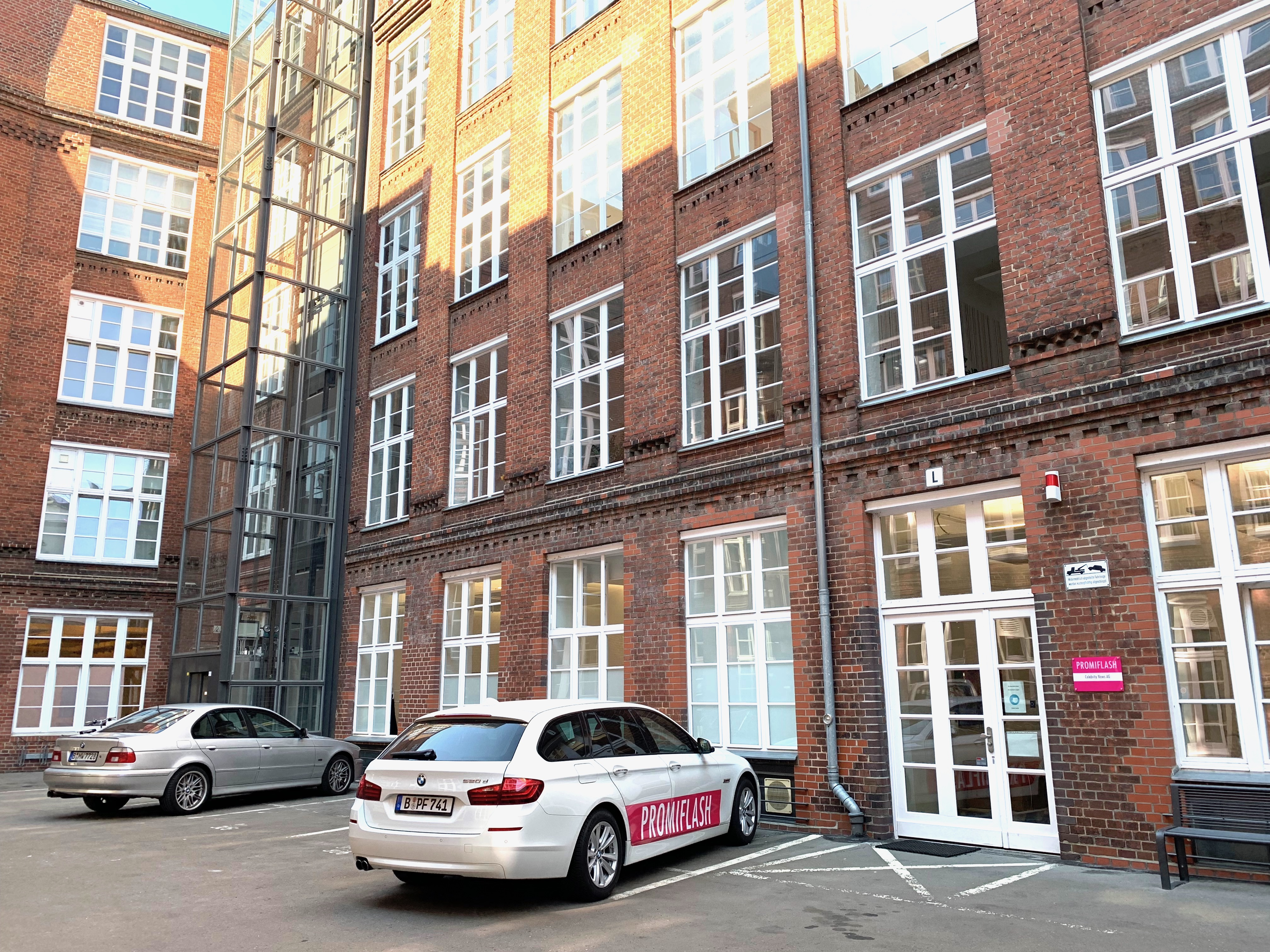
Sitz von Promiflash in Berlin (Foto: 2021)

Promiflash (Eigenschreibweise: PromiFlash) ist ein deutsches Boulevardmagazin der Celebrity News AG mit Sitz in Berlin.

## Geschichte
Promiflash wurde im Jahr 2009 von Andreas Horatz, Manuel Weisbrod und Tino Keller gegründet.

## Konzept
Redaktionelle Aufbereitung und Darstellung von Neuigkeiten über prominente Personen sowie Informationsquelle für Lifestyle-News in Videoform über YouTube und in Artikelform auf der eigenen Webseite.
Beiträge werden in der Regel nach einigen Monaten gelöscht.

## Reichweite
Seit seinem Start hat sich das deutschsprachige Online-Portal zu einem der reichweitenstärksten Nachrichten- und Medienportale entwickelt. Laut dem Ranking der Arbeitsgemeinschaft Onlineforschung (AGOF) vom Januar 2014 ist Promiflash mit monatlich über 4,10 Millionen Lesern das größte redaktionelle Angebot zu Stars und Lifestyle. Mit mehr als 3 Millionen Facebook-Fans führt Promiflash das Ranking der reichweitenstärksten Medienseiten bei Facebook vor ProSieben, Bild und DMAX in Deutschland an. Laut Meedia belegte Promiflash 2018 mit 2.221.00 Likes und Kommentaren Platz 3 bei den deutschen Medienportalen mit den meisten Interaktionen bei Instagram. Platz eins ging mit 4.630.000 an den Kicker und Sky Sport belegte mit 3.027.000 Aktionen den zweiten Platz.